# Satyrus alitchura
Satyrus alitchura är en fjärilsart som beskrevs av Andrej Nikolajewitsch Avinoff och Sweadner 1951. Satyrus alitchura ingår i släktet Satyrus och familjen praktfjärilar. Inga underarter finns listade.